# ラジコンボーイ
『ラジコンボーイ』は、大林かおるによる日本の漫画作品。『月刊コロコロコミック』（小学館）1983年6月号から1989年12月号まで連載された。単行本は全17巻。

## 概要
ラジコンを題材とした作品。天才的なラジコンの腕を持つ少年・車剛が、作中で手に入れる様々なラジコンを駆使してラジコンレースや対戦などをこなしていく物語である。
作中に登場するラジコンは「ワイルドウイリス」など、タミヤ製のものが主だが「ドラゴン兄弟」など、オリジナルのマシンも登場する。オリジナルマシンは、後にタミヤから誌上販売でボディのみが通販されたのち、実際にラジコンキットとしても発売された。このメディアミックスによる商品開発と販売方式は後にミニ四駆などタミヤ製プラモデル販売における戦略モデルの一つとなり、本作によって確立されたメディアミックス戦略が後に『ダッシュ!四駆郎』や『爆走兄弟レッツ&ゴー』など後発の作品群に多大なる影響を与えている。
『コミックボンボン』（講談社）の『ラジコンキッド』と併せて、電動RCカーブームを作り上げた。同時期に連載されていた他のコロコロ漫画数作品や、同じく大ブームを起こしていたファミリーコンピュータを題材とした『ファミコンロッキー』や『ファミコンキャップ』との合作も行っている。

## 登場人物

### 主人公と友人たち
車剛（くるま ごう）
主人公。最初は初心者だったが、連戦連勝の天才的なラジコンの腕を持つ。ヘッドホンをいつも身につけており、その中には予備パーツや工具が入っている。ちなみに中盤から服装がパーカー→ツナギに、後半でヘッドホンのデザインが銀→赤に変化している。
小学生でクラスは3年4組。特技はスケボー。一人称は「僕」と「俺」が入り混じっている。ラジコンを始めてからもレース中の移動手段などで度々スケボーを使用しており、抜群の運動神経を見せる。自転車には乗れなかったが、連載中盤以降では普通にBMXを乗りこなしていた。
愛車
- ワイルド・ウィリス（バッファロー号） → グレートバッファロー号

ラジコンボール初戦後にバッファロー号と命名し、ボンネットにBUFFALOのマークを入れる。その後レース中のクラッシュにより大破するが、アルミ軽合金でボディが修繕され大幅に強化される。
- アタックバギー

グレートバッファローが壊れた際に木藤から借り受けて使用したバギー型ラジコン。
- ホットショット

このマシンが剛にとって初の4WDラジコンとなり、後述のドラゴンシリーズへと発展していく。
- ワイルドワン

ホットショットに続く、剛のバギー型ラジコン。
- フォックス
- ドラゴンシリーズ

詳しくは後述。
花咲あやめ（はなさき - ）
本作のヒロイン。模型店「ピット・イン（PIT IN）」の娘。自分のお古のプロポなどを剛に提供した。その後ピットインチームのチームメイトとなる。剛とは相思相愛の仲であり、初期にはしばしば『キックオフ』のように「互いに見つめ合って2人の世界に入ってしまう」という描写が見られた。
- 愛車：ワーゲンオフローダー

あやめの兄
「ピット・イン」の店主。当然ながらラジコンにも詳しく、何かと剛たちに頼られる大人。子供ばかりのピットインチームの保護者であり、まとめ役。「ネバーエンディングレース」で破れた過去があり、剛にその厳しさを教えるためRC（ラジコン）マンとして立ちはだかった。
天馬勝（てんま まさる）
剛と同じクラスのライバル。ラジコンボールではブラックモーターを駆使し、チームメイトとして剛に次ぐ活躍を見せる。浅間山のラジコンサバイバルレースでも剛と共にピットインチーム代表レーサーとなった。
- 愛車：バギーチャンプ、スバルブラット 他

薬師丸子（やくし まるこ）
剛とは異なるクラス（8組）のライバルで、小回りの利く小さなラジコンを操る。先生たちとの対決では剛と共に生徒代表として出場。その後ピットインチームのチームメイトとなる。
- 愛車：マメラジ スーパーワゴン

木藤淳（きとう じゅん）
タミヤRCグランプリでチャンピオンの少年で、物語前半では最強格のライバル。剛が初めて対戦したときは幸運に助けられて引き分けるのがやっとだった。その後、チーム戦では木藤チームチータを率いてピットインチームの前に立ちはだかった。またラジコンプロレスでは味方として駆け付け、共闘した。
- 愛車：チータ4WDカスタム、アタックバギー

風祭滋
ラジコンボール（ラジコンカーを用いたロボットサッカーのようなもの）で対戦したシティーチームのリーダー。剛の素質とチームワークを見抜き、ラジコンボールを剛たちに紹介した。子どもだけで出場する剛たちに親切なアドバイスを送り、やがて決勝で剛と対決する。名前は決勝での電光板で判明。
- 愛車：シティターボ・ウィリーレーサー

鬼瓦一発（おにがわら いっぱつ）
桜警察の白バイ隊員。権力にものを言わせて自分のラジコンキットを剛たちに作らせ、レースで勝負を挑むなど強引でざっくばらんな性格をした警察官。以降は剛たちの兄貴分となり特訓を指導したり共闘したりするようになった。ドラゴンソルジャー編では捜査一課の刑事となって再登場した。
- 愛車：マイティフロッグ

沖田銀二（おきた ぎんじ）
有能なメカニック集団を従え、全国を旅している少年。最高のライバルとなるラジコンレーサーを探し求め、行き着いた先が剛だった。ラジコンバカを自称するほどフェアプレー精神に長けており、剛のバッファローが壊れた時にはグレートバッファローにパワーアップさせた上で、何度も勝負を挑んだ。しかしラジコンプロレスでは成り行きで一発に代わる剛のパートナーとなり、共闘もした。以降ラジコン仲間となる。
- 愛車：三菱・パジェロ

日本力丸（ひのもと りきまる）
剛のことを師匠と慕う少年。後に剛からスーパードラゴンを託され、ラジコンボーイJr.と認められた。後述のスピンオフ作品『ドラゴン伝説』シリーズや『ラジコンリッキー』では主人公となった。但し『ラジコンリッキー』ではパラレル設定で、剛とは知り合いではなく、ごく普通のラジコン初心者の少年という設定。
- 愛車：ホーネット・ローリングサンダー号→スーパードラゴン（市販品）→スーパードラゴン（本家）、『ラジコンリッキー』ではセイントドラゴン(市販品)。

### ネバーエンディングレース編
風祭俊（かざまつり しゅん）
ネバーエンディングレースで対決した、オフロードレーサーを目の仇にするライバル。決着後は剛たちのラジコン仲間となる。俊の執事のような役回りを担う、藤岡（ふじおか）老人と呼ばれる男を従えている。
大車輪夢乃助（だいしゃりん ゆめのすけ）
全日本動力協会会長。実車、RC問わず前日本の自動車関連業界の全てを支配する老人。ネバーエンディングレースなどで、剛のレースを仕切っていた。
神・ウインディー（じん・ういんでぃー）
神奈川県代表レーサー。横浜に設置された地上30mの空中サーキットで剛に挑む。「剛を止めた男」としてラジコン界に名を残すことに執念を燃やしており、その為には自らの命も顧みない。剛もろともサーキットを地上に落下させようとした。
田峰田（たみねだ）
コロコロラジコングランプリ決勝の対戦相手。サングラスと革ジャンを身に着けた名前の通りのターミネーター風の男。どこの大会にでも出場し、コースを覚え上位入賞を果たすという。先端を尖らせたプロポアンテナでこっそり相手の腕を切り付けるという卑怯な手段で勝ち上がった。
- 愛車：マイティフロッグ

岬太一郎（みさき たいちろう）
同グランプリの決勝出場者。口癖は「ウィー」。決勝戦は予選を勝ち上がった彼と田峰田、力丸が剛に挑戦するという形で行われた。
- 愛車：グラスホッパー竹の子号

立花健（たちばな けん）
カウボーイ風の青年。千葉ファーザー牧場（マザー牧場のパロディ）を使った乗馬レース（乗馬しながらマシンを操縦する）で剛に挑む。
- 愛車：BX-434

舘直人（たち なおと）
ラジコン養成所「ヘビの穴」所属の凄腕レーサーの少年。
- 愛車：オプティマ（京商）

ロディー・ローム
連載当時（1985年）のIFMAR（国際モデルオートレーシング連盟）ワールドチャンピオンシップ・オンロード世界選手権東京大会の優勝者で実在するRCレーサー。作品では舘と同様「ヘビの穴」育ちのレーサーという設定。
ピーター・ベルボ
上述の東京大会で第2位となった実在のRCレーサー。ロディー同様「ヘビの穴」育ちという設定。
章太郎（しょうたろう）
海水浴に行った浜辺で出会った地元の少年たちの一人。砂浜に作ったRCコースを壊した亀を剛に免じて見逃す代わりに、ゴムボートで作った水上コースによる勝負を挑んできた。ジェットスキーに乗ったままRCを操るというレースで、ジェットに乗り慣れた彼に有利なものだった。
- 愛車：ギャラクシー（東京マルイ）

桜警察交通機動隊（さくらけいさつこうつうきどうたい）
一発の部下の白バイ隊員でRCクラブ最速軍団の2人。一発を含めた3人による白バイ仕込みのフォーメーション走行が剛を追い詰めた。
- 愛車：名称不明のマシン3台

江戸川拓郎（えどがわ たくろう）
岩手県盛岡市で行われた、ピットインと「やなぎや模型店」による雪上レースで、やなぎや側のレーシングチーム「もりおか」の代表を務めた小学生チャンプ。雪上の走りを知り尽くしており、剛にセッティングのコツをあえて教え、ベストな状態にした上で倒そうと挑んできた。レースではもりおかの選手が他に3名出場している。
- 愛車：ホットショット6輪（シックスホイーラー）、オプティマ スパイク仕様、アタックバギー スノーフロート仕様、ザ・フォックス スノーフロート仕様

須走軍・将（すばしり ぐん・しょう）
「ヘビの穴」に所属する特Aライセンスの兄弟レーサー。単独走行でも凄腕の実力を持ち、チーム戦でも抜群の連携を見せる。その後のドラゴンソルジャー編ではさらにレベルアップして再登場。一度は剛を打ち負かしたが、復活した剛のダイヤモンドダスト走行に敗北。剛に協力しヘビの穴壊滅に協力する。
- 愛車：ジャベリン、インシデント4WDS、バトルランナー、アグスタ

飛竜源（ひりゅう げん）
実車レーサーを目指している少年。黒いスーパードラゴン(コミックの表紙や、トーンの色合いを考えれば、源が操ってたのは赤のスーパードラゴン 。黒いスーパードラゴンを操ってたのは、雪上レースに参加した剛)を操り、剛を負かしたほどの腕前を誇る屈指のライバル。その後は身体の不具合もあって「RC耐久オフロードサバイバルレース」決勝で剛にリベンジを許すものの、ドラゴンソルジャーとして再び登場し、剛たちとチームを組んで共闘する。
- 愛車：スーパードラゴン、サンダードラゴン 他

### RCオフロード耐久サバイバルレース河口湖決戦編
不動武士（ふどう たけし）
「風雲ラジコンレース大会」で剛と死闘を繰り広げた、天才的なメカニックの腕前を持つ大柄の男。「風雲ラジコンレース大会」で自分を負かした剛の実力を認め「RCオフロード耐久サバイバルレース河口湖決戦」ではパートナーとなり、敵の妨害から剛を守るために身を挺して剛の戦いをサポートした。
不動の協力者
サングラスをかけ杖をついた髭の男。不動のラジコンバックにファイヤードラゴンのボディを忍ばせた。
目高のり子（めだか のりこ）
サバイバルレースを中継したレポーターの女の子。その後の決勝レースでも登場する。モデルは日髙のり子。
橘海彦･山彦（たちばな うみひこ・やまひこ）
「RC耐久オフロードサバイバルレース」で最初に戦った双子レーサー。目隠し二人三脚レースを双子のコンビネーションで2位通過した。
- 愛車：ブラック・キャット4WD

ミスターT（ティー）・ドクターN（エヌ）
準決勝の対戦相手。Nがコンピュータによる分析、Tがファミコンで鍛えたテクニックによる操縦担当。そのモデルは高橋名人。
- 愛車：ポルシェ959

一文字乱・鬼島司（いちもんじらん・おにじまつかさ）
決勝戦の相手チームとなったトップ・ランジュニア（戦術走行訓練学校）の2人。AFV（高速攻撃車）の技術を取り入れた正確な走りを見せる。
- 愛車：ザ・ニンジャ4WD、エイリアン・ミッド4

### 鍛錬七死闘編
道士（どうし）
スーパー、ファイヤー、サンダードラゴンの作者にして全国模型総本山の指導者と思われる老人。剛に「鍛錬七死闘」の課題を与える。これに勝利した剛は竜の戦士（ドラゴンソルジャー）として認められ、サンダードラゴンを正式に託された。その後のドラゴンソルジャー編では第四の龍「セイントドラゴン」を生み出している。
九頭岩鬼（くずがんき）
一の闘「連指闘（れんしとう）」を守る大男にして総本山最強の『駿府（すんぷ）七人衆』の一人。
- 愛車：モンスタービートル改造「オフローダー紫電（しでん）」

朧黒魔（おぼろこくま）
二の闘「闇感闘（あんかんとう）」を守る男。スティックが分かれたプロポを使い、暗闇の中を自在に動ける。
- 愛車：ロッキー4WD改「ブラックウィドウ」

攻武・走武・手武（こうぶ・そうぶ・しゅぶ）
三の闘「技球闘（ぎきゅうとう）」を守る3人組の男たち（3人で七人衆の一人という扱い）。
- 愛車：ストライカー

暁陣内（あかつきじんない）
四の闘「龍道闘（りゅうどうとう）」を守るタンクトップの男。
- 愛車：インターセプターRS

鍛錬庵（たんれんあん）
五の闘「攻防闘（こうぼうとう）」を守る小柄な男。コンピュータに近い形の操縦機を使い、RCカーではなくRCタンクやRCヘリで襲ってきた。
- 使用マシン：RCタンク、RCボート、RCヘリ

鬼獅子（おにじし）
六の闘「高技闘（こうぎとう）」を守る隈取の男。
- 愛車：ランチボックス

巨人（きょじん）
総本山本堂「最終闘（さいしゅうとう）」を守る般若の面を被った大男。椅子に仕込んだスティックで座ったままマシンを操る。その正体は巨人型のラジコン。

### RCオフロード耐久サバイバルレース決勝戦編
前田靖幸（まえだ やすゆき）
田宮の前ちゃん。目高と2人で決勝の実況中継を担当する。
剛・不動
河口湖代表。チーム名「ザ・ドラゴン」。
- 愛車：サンダードラゴン4WD（サンダーショット搭載）

モンゴル・あかびと
西湖代表。チーム名「スーパーワークス」。剛と飛竜を相手に最後まで戦ったが、2人の冒険心についていけなかった。
- 愛車：ムサシ4WD

沢木（さわき）・なんば
本栖湖代表。チーム名「爆走隊（ばくそうたい）」。ピット作業を惜しんだために砂に足をとられリタイヤ。
- 愛車：ロイヤルスペード4WD

黒沢・黒岩（くろさわ・くろいわ）
精進湖代表。チーム名「ブラック・ペア」。剛たちをリタイアの道連れにしようとしたが、その熱い闘志に打たれて身を引いた。
- 愛車：ブラック・バス4WD

飛竜・柏木（かしわぎ）
山中湖代表。チーム名「プライド・ワン」。柏木はパリ・ダカールラリーでの飛竜のパートナーで、このレースでもメカニックを担当する。
- 愛車：スーパードラゴン4WD（スーパーショット搭載）

### 番外編
福島正英（ふくしま まさひで）
実録番外編「耐久レース選手権」に登場したコロコロチームのメンバーにして当時の編集長。一番簡単な周回計測係を担当。
スノーマン・熊沢（くまざわ）
コロコロRC研究所チーフ。ピットマンを担当。
大林かおる
本作の原作者にしてチーム監督。ドライバーを務める予定がペンダコを潰した為にタイム計測係を担当。
アトミック・熱田（あつた）
コロコロRC研究所顧問。エースドライバー。
ダンディー・黒川（くろかわ）
コロコロRC研究所所長。剛の特訓を受けて第2ドライバーを担当する。
- チームマシン：トヨタ・トムス85C改造「スーパードラゴンマル秘スペシャル」

静岡コロコロ少年団（しずおか－しょうねんだん）
静岡のコロコロ少年団たち。駆けつけた彼らの応援でチームは団結を取り戻した。
しんぼ
いろんなラジコン選手権で優勝しているらしい男。単行本では「しんぼ」だが雑誌掲載時には「のむら」と呼ばれていた。使用するマシンには「TSURUSEKO」の文字が書かれている。
なお本編では剛のバッファロー号が大破しリタイヤしたエピソードにおいて、そのレースの優勝者が「野村チョンボ（愛車：グラスホッパー）」だった。

山平（やまひら）
番外編「兄弟マシンの激突」に登場した科学警察研究所所長。ある目的のために兄弟ドラゴンを徹底的に分析した。このエピソードでは雑誌掲載時に二大ドラゴンの詳細なデータを写真付きで紹介していたが、単行本ではそうした部分は全てカットされている。
- 愛車：スーパードラゴン・ファイヤードラゴン

ドラゴン井上（いのうえ）
小学館プロダクションの通信販売部員を務めるお姉さん。作中に掲載されたドラゴンボディ通販広告に1カットだけ登場する。

李超龍・李炎龍（り ちょうりゅう・り えんりゅう）
番外編「三龍（スリードラゴン）騎士」に登場した香港国際警察少年警察隊のカンフー少年たち。この話の内容は人間アクションやRCバトルによる悪の組織との対決という、その後のドラゴンソルジャー編を思わせるものになっている。 
- 愛車：スーパードラゴン・ファイヤードラゴン

### ドラゴンソルジャー編
甲斐龍矢（かい たつや）
ドラゴンソルジャーの少年。剛たちとチームを組んで共闘する。
- 愛車：スーパードラゴン 他

鎧影虎（よろい かげとら）
龍矢と同時に登場したドラゴンソルジャーの少年。やはり剛たちとチームを組んで共闘する。
- 愛車：ファイヤードラゴン 他

教官
ヘビの穴が作ったRC学園の教官。ロボコップ風のコスチュームに身を包んでいる。この他にもヘビの穴の行動隊長風の者たちには霊幻道士やビッグバン･ベイダーの衣装を身に着けた者もいる。
- 愛車：スネークバイソン

所長
RC学園所長。天馬たちを洗脳し剛たちにぶつけてきた。所長といってもヘビの穴では下級戦士。
羅門蛇鬼（らもんじゃき）
侍風の中級蛇戦士（スネークソルジャー）。竹刀をつけたマシンによる切り合い勝負を挑んできた。
- 愛車：カイザー4WD

ローラーエキスプレス
S・N・K・Aの刻印を持つ上級蛇戦士（ハイスネークソルジャー）4人組。ローラースケートと格闘技によってドラゴンソルジャー3人を道連れにした。
- 愛車：ダークサイドドラゴン（スーパー、ファイヤー、サンダードラゴンを模した4台マシン。セイントを模したものは存在せず、代わりにサンダーの偽マシンが2台ある）

Eの上級蛇戦士
鎧武者風の男。復活したドラゴンソルジャーに破れ、一発に逮捕された。
- 愛車：ビッグスネーク（ダークサイド4台の合体マシン）

達磨八十八（だるま やそはち）
大柄でパワフルだが、間の抜けた男。ヘビの穴の本拠地で行われていたRCレースにスタッフ側のレーサーとして参加していた。コーススタッフの着た鎖帷子による電波妨害でスタッフレーサーだけが勝つように仕組まれたイカサマレースだったが、本人はその仕組みには全く気付いていなかった。そのことを見破った剛たちの会話を立ち聞きしたことで自分も騙されていたと知り、剛たちに協力を申し出て行動を共にするようになった。
白蛇鬼（はくじゃき）
ヘビの穴の本拠地で待ち構えていた大ボス。マシンで相手ドライバーの足場を砕き、島の上から海へと突き落す「ジークフリートサーキット」で剛との一騎討ちに臨む。
- 愛車：エプシロン

### ペアレース大会編
正式なシリーズ名や大会名が不明なため、便宜上このように記載する。
大学生RCサークル
剛と力丸がペアで出場したレースの最初の対戦相手。追い詰められるとわざとマシンをぶつけてくるなどした。
素平堂昭（すぺいどう　あきら）・葉跡和（はあと　かず）・密派平（みつば　たいら）・台矢成（だいや　なる）
準決勝の対戦相手「チーム・フォアカード」。2名ずつがAチームとBチームに分かれているが、事実上4人1組のチームであり、4台のマシンを使ったフォーメーションでスーパードラゴンを潰しにかかった。各人の名前はトランプの4つのマークと元号（昭和・平成）。
- 愛車：アルバトロス4WD、ベランカ2WD、キャンベラ4WD、ホイットレー2WD

矢吹涼（やぶき　りょう）・阿南星児（あなん　せいじ）
決勝戦の相手「チームJ・J（ジェイ・ジェイ）」の二人組。通称ゴールド・ジョーカーとシルバー・ジョーカー。準決勝でひび割れたスーパードラゴンのボディを踏み潰して完全破壊した。ダイヤモンドダスト走行を封じるなどテクニックも高い。
- 愛車：スパシアル4WD、インパラ2WD

### BRS（バトルランスペシャル）編
剛と力丸は東京都代表。その他の人物たちの名字は代表する各県の地名から取られている。
横須賀乱（よこすか　らん）・葉山磯夫（はやま　いそお）
神奈川県代表チーム「カンナムエクスプレス」。実力、マシン性能ともにトップクラスで、全レース2位以上を保った。
- 愛車：イグレス4WD

しのい金太（きんた）・しのい銀太（ぎんた）
栃木県代表チーム「ブルドッグス」。地元チームにして唯一のビッグタイヤマシンでの出場。剛たちのガッツに感動し、対戦相手であるにもかかわらず、何度か手助けをしてくれた。
- 愛車：マッド・ブラスター、クラッドバスター

鴨川良光（かもかわ　よしみつ）・西船英夫（にしふな　ひでお）
千葉県代表チーム「スパイビー」。
- 愛車：アバンテ4WD

大宮真彦（おおみや　まさひこ）・浦和卓（うらわ　すぐる）
埼玉県代表チーム「パワーボム」。
- 愛車：スコーチャー4WD

水戸考（みと　たかし）・水海道正（みつかいどう　ただし）
茨城県代表チーム「スティング」。実車バギーでセイントドラゴンを踏み潰そうとした。
- 愛車：バンキッシュ4WD

### ラストバトル
マイケル・ハマー
在日米軍海兵隊所属の全米RCジュニアチャンピオン。RCを武器に戦うマシーンとして徹底的に鍛え上げられた少年。その実践的なテクニックでダイヤモンドダスト走行さえ破った。剛の走りに影響され、人間らしい熱意を取り戻していく。
- 愛車：ザ・スーパーG（グラスホッパーII海外仕様スペシャル）

ロバート・カーツ
マイケルの上官。大車輪とは旧知の仲。RCを兵器として考える彼の思想に剛は反発する。
カービー軍曹
マイケルのメカニックを担当する黒人兵士。

## オリジナルラジコン
スーパードラゴン（超龍）
ドラゴンシリーズ1作目。白いラジコンカー。シャーシはホーネットの物を流用。過去の名のある木彫り職人が彫った龍の木像が時を経て朽ちていき、最後に残った頭部がタミヤに持ち込まれ、RCカーとして生まれ変わった姿。
作中では木像頭部に刻まれていた「風を呼び 風に舞い 風と化すとき 超龍現る」のフレーズと共に車高を下げ、ドラゴンの幻を纏った「ドラゴン走行」で快走する。
自らの生まれ変わりを見届けた木像は、まるでその役目を終えたかのように砕け散った。
2020年、スーパーストームドラゴンとして、キット化が決定した。
ファイヤードラゴン（火龍）
ドラゴンシリーズ2作目。赤いラジコンカー。初登場時は塗装もデカールも無い無地の姿だったが、初レース終了後に不動の手で完成された。
作中では「魂（こころ）吼え 魂燃え 魂翔けるとき 火龍走る」のフレーズと共に真っ赤に燃える「火の玉走行」で快走する。
サンダードラゴン（雷龍）
ドラゴンシリーズ3作目。銀色のラジコンカー。
作中では「闘気満ち 覇気勝り 霊気閃くとき 雷龍光る」のフレーズと共に稲妻のような「雷龍走行」で快走する。
『リトルコップ』の中にも一度登場したことがある。
バトルドラゴン
サンダードラゴンを武装改造したもの。2本のツノの隙間に様々なオプションパーツを装着できる。後に全ドラゴンで同様の改造が行われ、様々な連携を見せた。
セイントドラゴン（聖龍）　
ドラゴンシリーズ4作目のラジコンカー。ドラゴンソルジャー編では純白にアルファベットで名前の入ったデザインだったが、その後のシリーズからはボディに青いラインが追加された。カラーリングは読者からの応募を基に決定したものである。次回作『ラジコンリッキー』では、赤いラインに変わったセイントドラゴンが登場する。
作中では「地唸り 空震え 天煌くとき 聖龍輝く」のフレーズと共に氷の結晶を巻き起こす「ダイヤモンドダスト走行」で快走する。
登場初期は「セントドラゴン」という名前だった。

## 用語解説
ネバー・エンディングレース
禁じられた「ゴールのないレース」。これに挑戦するレーサーたちは、まずマシンとレーサーのいずれかが倒れるまでの休みない耐久レースを行う。そして勝利した側は、以降あらゆるオフローダーからの挑戦を受け続けなければならなくなり、その中で一度でも敗北すればRC界から追放（公式大会出場不可、マシンの購入禁止）されるという、まさに終わりのないレース。風祭との勝負に勝った剛がこれに挑戦し、須走兄弟とのレースでの勝利を持って終結宣言が成されたが、その直後の飛竜との勝負で剛は敗北を喫することになる。
ヘビの穴
別名RCOF（ラジコン・オブ・フォーチュン）。舘も所属するRC養成所だが、その裏では勝利のみを目的とするレーサーの育成（洗脳に近い手段も使う）や、粗悪なRCパーツの大規模生産、販売等でRC界支配を企む悪の組織。スーパードラゴンを狙って須走兄弟を送り込んで以降、全く姿を見せなくなったが、ドラゴンソルジャー編で本格的に登場する。
鍛錬七死闘
道士が治める「静岡県全国模型総本山」にて行われる「闘」の試練。少林寺三十六修行房の流れをくむ7つの闘試場を使ってレースを行い、挑戦者を鍛え、その資質を見極める。剛はこれを突破しサンダードラゴンを使う龍の戦士として認められた。七つの房と試練については以下の通り。番人である駿府七人衆の詳細は登場人物の項を参照。
『連指闘（れんしとう）』
コースを走るレースではなく、岩で作られた部屋の中で体当たりをしてくる番人側のマシンを避け続けるという試練で、巧みな指さばきが必要とされることが闘の名前の由来。相手のマシンを走行不能にした場合も勝ちと認められる。
『闇感闘（あんかんとう）』
暗闇の中に立ち並ぶ二列の蝋燭の合間を進んでいくレース。溶けた蝋がスリップと固着によってマシン操作の障害となる上に、明かりを完全に消される場面もある。これを超えるには蝋燭の明かりの残像やマシンの走行音を頼るだけでなく、それ以上の感覚も必要とされる。勝者にはドラゴンマーク入りのドライビンググローブ『龍手（ドラゴングラブ）』が与えられる。
『技球闘（ぎきゅうとう）』
球の形に削った岩をマシンを使ってぶつけ合い、相手を走行不能にする試練。ビリヤードのそれに近い形の台の上で行われるが、房には観客席があり、道士や不動、第一、第二の番人が立ち合うだけでなく、橘兄弟やトップランのコンビも応援に駆け付けた。試練の勝者には『龍帯（ドラゴンベルト）』が与えられる。
『龍道闘（りゅうどうとう）』
龍の体を模して造られた過酷で長大なコースを使ったレース。マシンとドライバーの体力と忍耐力を極限まで追い込むために、動く鋭い岩や砂の流れるバンクなど様々な仕掛けが施されている。これに勝利した剛を認めた陣内は、自らの持つドラゴンマーク入りのペンダントを託した。
『攻防闘（こうぼうとう）』
様々な攻撃を仕掛けてくる相手を回避、撃破していく試練。BB弾攻撃を仕掛けるRCタンク、池に浮かべたスチロール製のコースを破壊するRCボート、砂埃の舞う中をフックを使って襲ってくるRCヘリが相手。これを乗り越えた剛にはRC用バッグ『ドラゴン・バッグ』が与えられた。
『高技闘（こうぎとう）』
丸太などで作られたアスレチックコースを使って、足場の悪い中でも走れるバランス感覚を試されるレース。いかだによる川越えや断崖を繋ぐ細長い板の上を渡る場所もある。
『最終闘（さいしゅうとう）』
総本山本堂前の広場を使って行われる「無の行」。コースも障害物もない場所で延々とマシンを走らせ、自らの手で走行を生み出していかなければならない。ドライバーはそんな自分との戦いの中でRCの原点「走らせることの楽しさ」を再確認する。
BRS（バトルランスペシャル）
闘争スペシャル1989と銘打った2人1組のチーム制RCレース。出場するのは関東各都道府県代表の6チームで、何故か群馬県代表のみいなかった。主催者は大車輪夢乃助。開催地は栃木県。2人の内の片方がRC、もう片方がその他の補助を行う。様々なコースやマシンを使った3本勝負で順位ごとに得られるポイントの合計点を競った。そのレース場や試合内容は当時宇都宮市に実在したアトラクション「しのいカウンティ東武」をモデルとしている。

## 関連作品
合作シリーズ
当時のコロコロコミックに連載されていた漫画作品との合作。宇宙規模の悪の帝王を始めとする様々な敵との戦いが描かれた。合作相手は『コンバット弾』『ドラゴン拳』『プラモ天才エスパー太郎』『3D甲子園 プラコン大作』『風キッド』『ゼロヨンQ太』『ファミコンロッキー』『ファミコンCAP』。
ミニヨン竜太
同作者によるミニ四駆を扱った読み切り作品。コロコロコミック1987年夏休み増刊号掲載。主人公のマシンがスーパードラゴンjrで、剛が応援に駆けつけた。作者は他にも学年誌でミニ四駆を扱った連載や読み切りを執筆している。
ドラゴン伝説シリーズ
別冊コロコロコミックに掲載された読み切りシリーズ。主役は力丸だが設定は大幅に変更されており、完全なRC初心者である力丸が初めてのマシンであるサンダードラゴン（市販品）と共に成長していく姿を、天空に住む「龍神」の目を通して描いていく。作中では『ラジコンボーイ』はあくまでも漫画作品という扱いだった。
ラジコンリッキー
ラジコンボーイ終了後にスタートしたRC漫画。主人公の名前は日本力丸＝リッキーだが髪型を始めデザインや設定は一新されている。相棒のメカニック・四輪（よつわ）まもるとともに成長していくリッキーの姿が描かれた。愛車はセイントドラゴン・リッキー仕様→ドラゴントルネード。

## 書誌情報
- コミックパーク・コロコロコミックアーカイブズにて2009年6月に復刊。その後、コミックパークは2022年9月20日に閉鎖。